# Valentin Simond
Pour les articles homonymes, voir Simond.
Valentin Simond, né le 14 janvier 1842 à Saint-Marcellin (Isère) et mort le 7 mars 1900 à Neuilly-sur-Seine, est un patron de presse français.

## Biographie
Fils de Louise Quincieux et d'Isidore Simond, négociant originaire de Romans, Valentin Victor Isidore Simond est le frère aîné de Victor Simond et d'Henry Simond (1855-1894), qui feront comme lui carrière dans la presse écrite.
Opposants républicains au Second Empire puis à l'Ordre moral, les frères Simond créent et dirigent plusieurs journaux politiques au début de la Troisième République. On peut notamment citer Le Peuple, La Marseillaise, Le Mot d'ordre, Le Réveil ainsi que Le Réveil-Matin, qu'il fusionne avec L’Estafette en octobre 1887, et enfin L'Écho de France, fondé en 1891. Sa création la plus durable est cependant L'Écho de Paris, qu'il lance le 12 mars 1884 avec le soutien financier d'Edmond Blanc. En 1889, il est décoré de la Légion d'honneur.
Lors de l'affaire Dreyfus, alors que son cadet Victor (directeur du Radical depuis 1881) s'engage dans le camp dreyfusard, Valentin Simond fait de l’Écho de Paris l'un des principaux organes des antidreyfusards.
Hospitalisé après une appendicectomie à la maison de santé du no 50 de l'avenue du Roule à Neuilly-sur-Seine, Valentin Simond meurt le 7 mars 1900 des suites d'une complication de diabète et d'albuminurie.
Il est inhumé le 10 mars au cimetière de Montmartre, en présence de nombreuses personnalités, après des obsèques religieuses célébrées en l'église Notre-Dame-d'Auteuil. Deux de ses fils, Paul (1867-1921) et Henry (1863-1937), reprennent l’Écho de Paris.
Il vécut 72 avenue Mozart (16e arrondissement de Paris).